# Алваро Лопес Кансадо
Алваро Лопес Кансадо, також відомий як Наріз (порт. Álvaro Lopes Cançado (Nariz), 8 грудня 1912, Убераба — 19 вересня 1984, Кампо Флоридо) — бразильський футболіст, що грав на позиції захисника, зокрема, за клуб «Ботафогу», а також національну збірну Бразилії.
Дворазовий переможець Ліги Мінейро. Переможець Ліги Каріока.

## Клубна кар'єра
У футболі дебютував 1930 року виступами за команду «Атлетіко Мінейру», в якій провів два сезони, взявши участь у 33 матчах чемпіонату.
Протягом 1933—1934 років захищав кольори клубу «Флуміненсе».
1934 року перейшов до «Ботафогу», за який відіграв 7 сезонів. Завершив професійну кар'єру футболіста у 1941 році.
| Дата       | Місто        | Господарі | Результат | Гості          | Турнір                           | Голи | Примітки |
| ---------- | ------------ | --------- | --------- | -------------- | -------------------------------- | ---- | -------- |
| 03-01-1937 | Буенос-Айрес | Бразилія  | 6 – 4     | Чилі           | Чемпіонат Південної Америки 1937 | -    |          |
| 13-01-1937 | Буенос-Айрес | Бразилія  | 5 – 0     | Парагвай       | Чемпіонат Південної Америки 1937 | -    |          |
| 30-01-1937 | Буенос-Айрес | Бразилія  | 0 – 1     | Аргентина      | Чемпіонат Південної Америки 1937 | -    |          |
| 14-06-1938 | Бордо        | Бразилія  | 2 – 1     | Чехословаччина | ЧС 1938 - чвертьфінал            | -    |          |
| Усього     |              | Матчів    | 4         |                | Голів                            | 0    |          |

Помер 19 вересня 1984 року на 72-му році життя.

## Титули і досягнення
- Переможець Ліги Мінейро (2):

«Атлетіко Мінейру»: 1931, 1932
- Переможець Ліги Каріока (1):

«Ботафогу»: 1935
- Бронзовий призер чемпіонату світу: 1938
- Срібний призер Чемпіонату Південної Америки: 1937